# Aimerich von Limoges

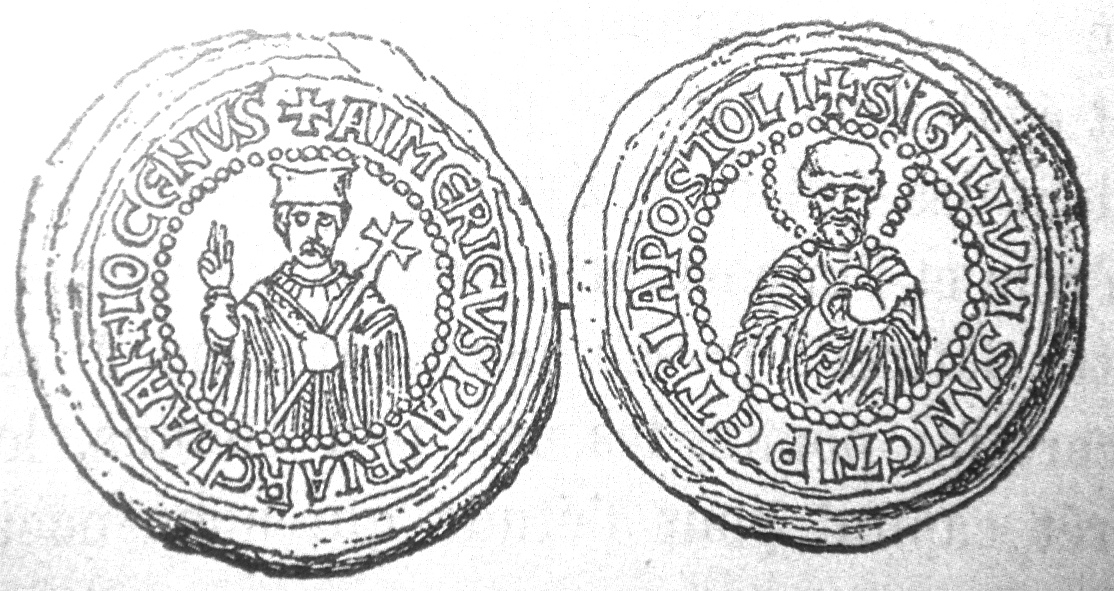
Darstellung einer zeitgenössischen Münze Aimerichs, diese zeigt den Patriarchen Aimerich (links) sowie den Schutzpatron Antiochiens, den Apostel Petrus (rechts).

Aimerich von Limoges (lateinisch Aimericus, französisch Aimery; † um 1193) war ein Prälat der katholischen Kirche in Outremer und von 1140 bis zu seinem Tod lateinischer Patriarch von Antiochien. Während seines langen Episkopats war er einer der mächtigsten Personen im Fürstentum Antiochia, neben dem Fürsten, mit dem er oft in Konflikt kam. Er war auch einer der führenden Intellektuellen im lateinischen Osten.